# إيزابيلا تود
كانت إيزابيلا ماريا سوزان تود (18 مايو 1836 – 8 ديسمبر 1896) ناشطة اسكتلندية في مجال المساواة المدنية والسياسية بين الرجل والمرأة، ونشطت في شمالي أيرلندا. مارست تود ضغوطًا من أجل تحصيل حقوق المرأة في الملكية والتعليم والمعاملة الكريمة للعاملات بالجنس، وناضلت، بصفتها عضو نقابي في أيرلندا، من أجل منح المرأة حق التصويت. في عام 1887، ساعدت جمعيتها «جمعية شمال أيرلندا للمطالبة بحق المرأة بالتصويت» في منح المرأة حق التصويت في الانتخابات البلدية في بلفاست.

## حياتها
ولدت تود في إدنبرة وتلقت تعليمها في المنزل على يد والدتها، ماريا إيزابيلا وادل من مقاطعة موناغان في أيرلندا. كان والد تود تاجرًا من إدنبرة. في خمسينيات القرن التاسع عشر، انتقلت تود مع والدتها إلى بلفاست. شاركت تود في كتابة مقلات مجلة جامعة دبلن الأدبية والسياسية المستقلة؛ وفي الصحفية المشيخية «راية أولستر» (تحت إشراف رئيس التحرير والناشط المخضرم بحقوق المستأجرين، جيمس ماكنايت)؛ وفي صحيفة الهويجز الشمالي الليبرالية المنافسة لصحيفة نشرة بلفاست الإخبارية اليمينية.
في عام 1868، كانت تود المرأة الوحيدة التي تقدم شهادة أمام لجنة تحقيق مختارة بشأن إصلاح قانون ممتلكات النساء المتزوجات. في عام 1872، وبعد إتمامها لجولة خطابية في أيرلندا، أسست تود جمعية شمال أيرلندا للمطالبة بحق المرأة بالتصويت بدعم من النائب وليام جونستون ونظيره القومي جوزيف بيجار.
لم تُضمّن أيرلندا قوانين الحكومة المحلية التي منحت حق التصويت للنساء العازبات والأرامل اللاتي يدفعن الضرائب في كل من إنجلترا واسكتلندا في عامي 1869 و1882 على التوالي. بفضل الجهود الحثيثة التي قامت بها تود وجمعيتها، في إنشاء نظام انتخابات محلي لمدينة «بلفاست الجديدة»، منح قانون عام 1887، المُقاد في البرلمان من قبل النائب وليام جونستون، حق التصويت للأشخاص بدلًا من الرجال، وكان ذلك قبل أحد عشر عامًا من تحصيل النساء في أماكن أخرى من أيرلندا حق التصويت في الانتخابات الحكومية المحلية.
في عام 1874، أسست تود، مع مارغريت بايرز (مؤسسة كلية فيكتوريا)، جمعية بلفاست للاعتدال النسائي، وعملتا معًا على الدعوة لتأمين التعليم الثانوي والتعليم العالي للفتيات. كان لتود دور أساسي في تأسيس مدرسة السيدات المجتمعية في بلفاست (عام 1859)، ومعهد الملكة في دبلن (عام 1861)، وكلية ألكسندرا دبلن (عام 1866)، ومعهد بلفانست للسيدات (عام 1867). قدمت تود، من خلال كتابها «تعليم فتيات الطبقة الوسطى» المنشور عام 1874، برنامجًا تعليميًا لتأهيل النساء للعمل المربح ماديًا، وحشدت الجهود لإدراج الفتيات في بنود قانون التعليم المتوسط لعام 1878.
كانت تود عضوًا في اللجنة التنفيذية لجمعية السيدات الوطنية لإلغاء قوانين الأمراض المعدية مع آنا هاسلام. نجحت الحملة التي قامت بها الجمعية في عام 1886 بإلغاء قوانين الأمراض المعدية وذلك على أساس إجبار المحاولات التشريعية لحماية صحة الجنود النساء العاملات في الجنس على الفحوصات الطبية التي تنتهك الحريات المدنية للمرأة. ركزت تود على إنسانية النساء المشتغلات في مجال الدعارة، وعلى الاعتراف بأسباب هذه التجارة المتمثلة بالفقر واللامساواة في القانون والتفرقة في الحكم الاجتماعي.
قادت تود وهالسام أيضًا حملة أخرى، وُصفت بأنها أقل نجاحًا، نادت بالسماح للنساء بالمشاركة في هيئة مجلس الحراس المعني بتحسين ظروف الفقراء وتقديم المساعدات الاجتماعية. في عام 1896، تم تمرير قانون يسمح بالخدمة في الهيئة يشرط توافر مؤهلاتِ تملّكٍ معينة. بحلول نهاية القرن التاسع عشر، كان عدد حراس الفقراء في أيرلندا 8000 بينهم 85 امرأة فقط.